# Bílý mlýn (Čakovice)
Bílý mlýn (Malý) je zaniklý vodní mlýn v Praze 9-Čakovicích, který stál na Červenomlýnském potoce v místech ulice Bělomlýnská při cestě z Čakovic do Třeboradic.

## Historie
Vodní mlýn původně patřil s celou rybniční soustavou čakovickému panství a byl pronajímán; k roku 1713 měl nájemce mlynáře Jana Sýkoru. V roce 1770 jej hraběnka Šliková prodala Václavu Haškovi a roku 1797 jej koupila hraběnka z Klebelsbergu od mlynáře Tomáše Koníčka. V letech 1808–1909 byl v majetku rodiny Vegrichtů; v protokolu z cejchování v roce 1878 stojí, že: „Bývalá činže z mlýna jest již vykoupena, jiná služebnost nestává.“
Mlýn roku 1909 odkoupila firma Schoeller, která vlastnila cukrovar v Čakovicích, pro odvod odpadních vod a ubytování zaměstnanců. Roku 1980 byly budovy zbořeny.

## Popis
Původně mlýn tvořila jedna budova na obdélném půdorysu, která stála za potokem a mlýnské kolo měla na jižní straně. Později vyhořel a byl znovu vystavěn; pojmenování „Bílý“ získal v polovině 19. století podle bílého zdiva. Nový mlýn tvořily tři budovy postavené kolem čtvercového dvora, na západní straně otevřeného k silnici. Všechny tyto budovy měly sklepy s valenými stropy.
Za silnicí býval rybník lichoběžníkového tvaru o rozloze 1500 m².